# Honda Center
Le Honda Center est une salle omnisports situé à Anaheim, en banlieue sud de Los Angeles, il est le deuxième plus gros aréna de la métropole de Los Angeles. L'amphithéâtre est située à côté du Angel Stadium of Anaheim.
Depuis 1993, ses locataires sont les Ducks d'Anaheim, une équipe de hockey sur glace de la LNH. Elle a également été le domicile des Anaheim Storm de la NLL entre 2003 et 2005 puis parfois des Los Angeles Clippers pour des matchs occasionnels entre 1994 et 1999. Les autres anciens locataires étaient les Anaheim Bullfrogs (RHI) (1993-1997), les Anaheim Splash (CISL) (1994-1997) et les Anaheim Piranhas (AFL) (1996-1997). Sa capacité est 17 174 places pour le hockey sur glace, 17 608 pour le basket-ball et 18 325 pour les concerts dont 83 suites de luxe et 1 716 sièges de club. L'arène peut se transformer en théâtre de 8 400 places. La salle est entourée d'un parking pouvant contenir 4 500 places.

## Histoire
La cérémonie d'inauguration des travaux eu lieu le 8 novembre 1990 et le chantier commença véritablement en juin 1991, le coût initial du bâtiment était de 103 millions $ de dollars mais le coût final s'éleva à 123 millions $.
À l'origine appelé Anaheim Arena, elle fut inaugurée en 1993 et conçue par la firme architecturale HOK Sport. Dès que l'arène fut ouverte, la firme Arrowhead Water acheta 15 millions $ USD les droits d'appellation pour 10 ans en octobre 1993. Depuis 2006, Honda a acquis les droits d'appellation et l'arène est devenu le Honda Center en octobre 2006.
Le Honda Center a ouvert le 19 juin 1993, son premier événement est un concert de Barry Manilow. Depuis lors, il a été le centre à un certain nombre d'événements importants, tels que les finales de la Coupe Stanley en 2003 et 2007, de divers événements de WWE tels que le WrestleMania XII, le WrestleMania 2000 (XVI), le Royal Rumble de 1999 et aussi le UFC 59, et UFC 63. La salle a également organisée des concerts, comme Aerosmith, Boyz II Men, Coldplay, U2, Shakira, Madonna, Queen, Britney Spears, The Rolling Stones, Paul McCartney, et beaucoup d'autres. Depuis 1994, le tournoi de basket-ball John R. Wooden Classic s'y déroule chaque année. L'arène a accueilli le NCAA Men's Basketball Tournament West Regional trois fois (1998, 2001 et 2003) et elle le réorganisera en 2008. Elle a même abrité le Frozen Four en 1999, soulignant la popularité du hockey sur glace dans la région.
Le milliardaire Henry Samueli, qui est le Président et de Broadcom possède la compagnie qui actionne l'arène, Anaheim Arena Management, LLC, et le locataire primaire de la salle, les Ducks d'Anaheim, ceci lui donnant une grande flexibilité dans l'organisation des événements et le recrutement de nouveaux locataires. Samueli espère apporter une franchise NBA dans le Honda Center.
L'arène a accueilli environ 26 millions de visiteurs et plus de 2 500 événements depuis 1993. La salle a été employée comme emplacement du fictif Junior Goodwill Games en 1994 dans le film Les Petits Champions avec Emilio Estevez et Joshua Jackson. Elle a servi de lieu de tournage dans la série À la Maison-Blanche pour la fictive Democratic National Convention 2006.

## Évènements
- Concert de Barry Manilow, 19 juin 1993
- John R. Wooden Classic, depuis 1994
- WrestleMania XII, 31 mars 1996
- Concert de No Doubt Live in the Tragic Kingdom, 31 mai 1997 et 1er juin 1997
- NCAA Men's Basketball Tournament West Regional, 1998, 2001, 2003 et 2008
- WWE Royal Rumble 1999, 24 janvier 1999
- NCAA Frozen Four, 1999
- WrestleMania 2000, 2 avril 2000
- Finales de la Coupe Stanley, 2003 et 2007
- Concerts de Madonna (Re-Invention Tour), les 2 et 3 juin 2004
- UFC 59 : Reality Check, 15 avril 2006
- UFC 63 : Hughes vs. Penn, 23 septembre 2006
- Big West Conference Men's Basketball Tournament, 2008
- Concerts de Elton John, Aerosmith, Mariah Carey, Boyz II Men, Coldplay, U2, Shakira, Madonna, Phil Collins, Queen, Britney Spears, The Rolling Stones, Paul McCartney, Bruce Springsteen, Demi Lovato, Miley Cyrus (Bangerz tour)
- WWE Monday Night RAW, 14 février 2011
- UFC on Fox, 12 novembre 2011

## Galerie

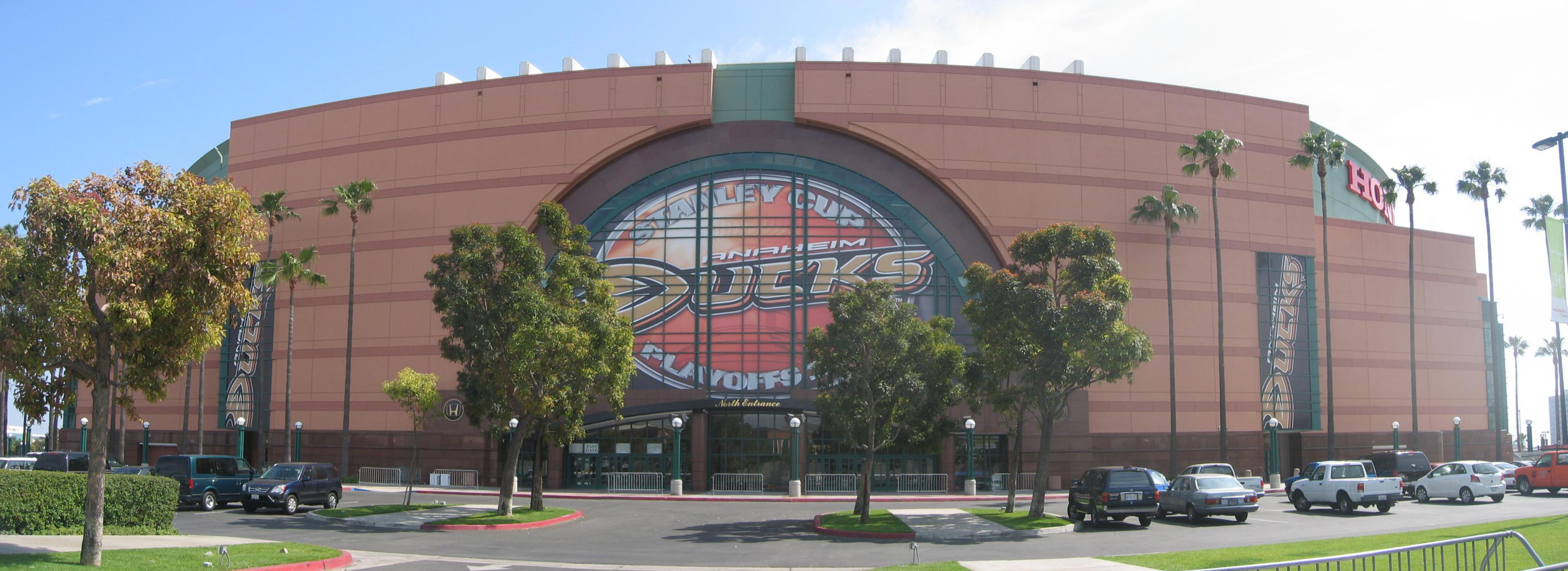
Panorama extérieur
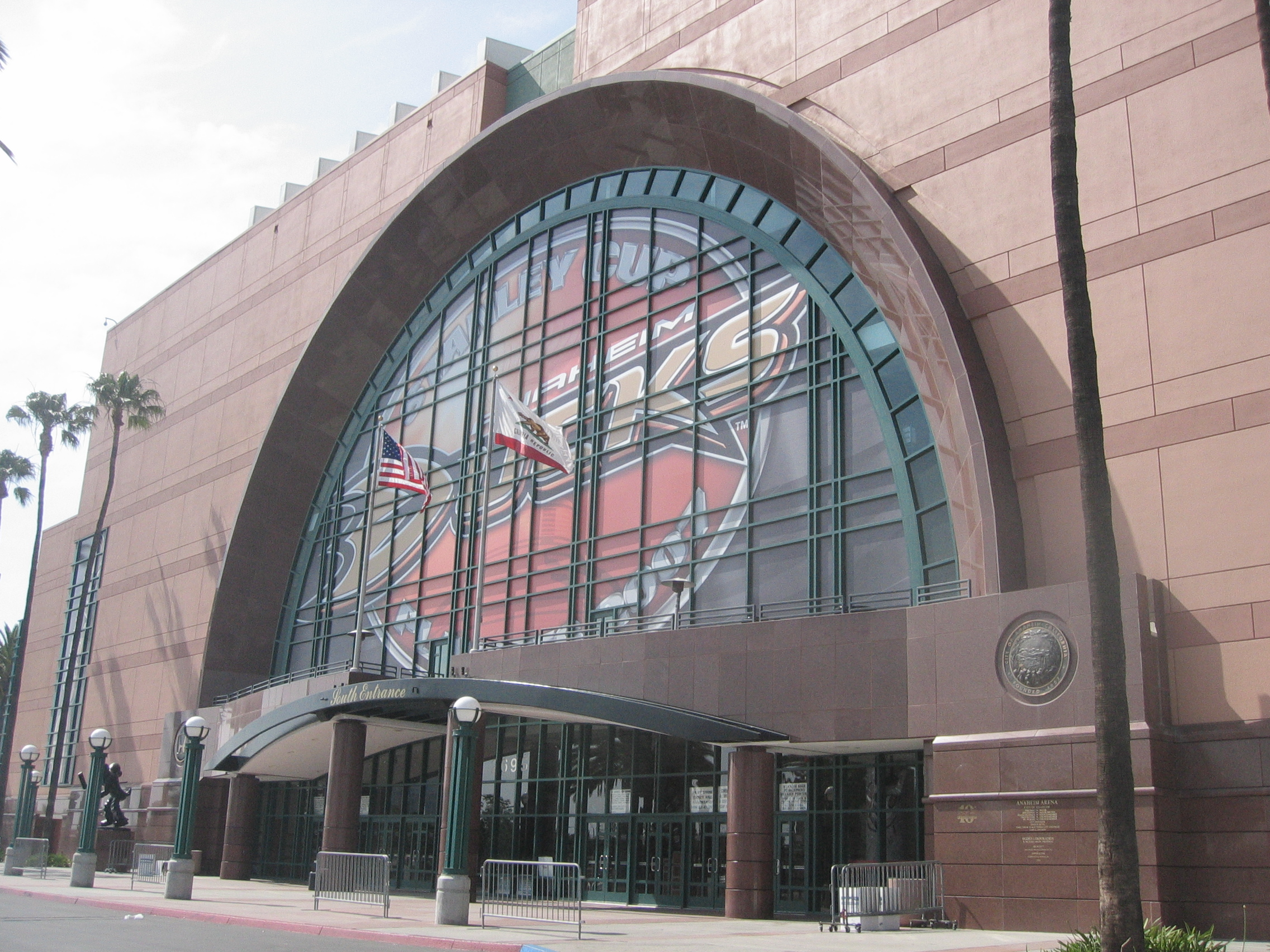
Entrée
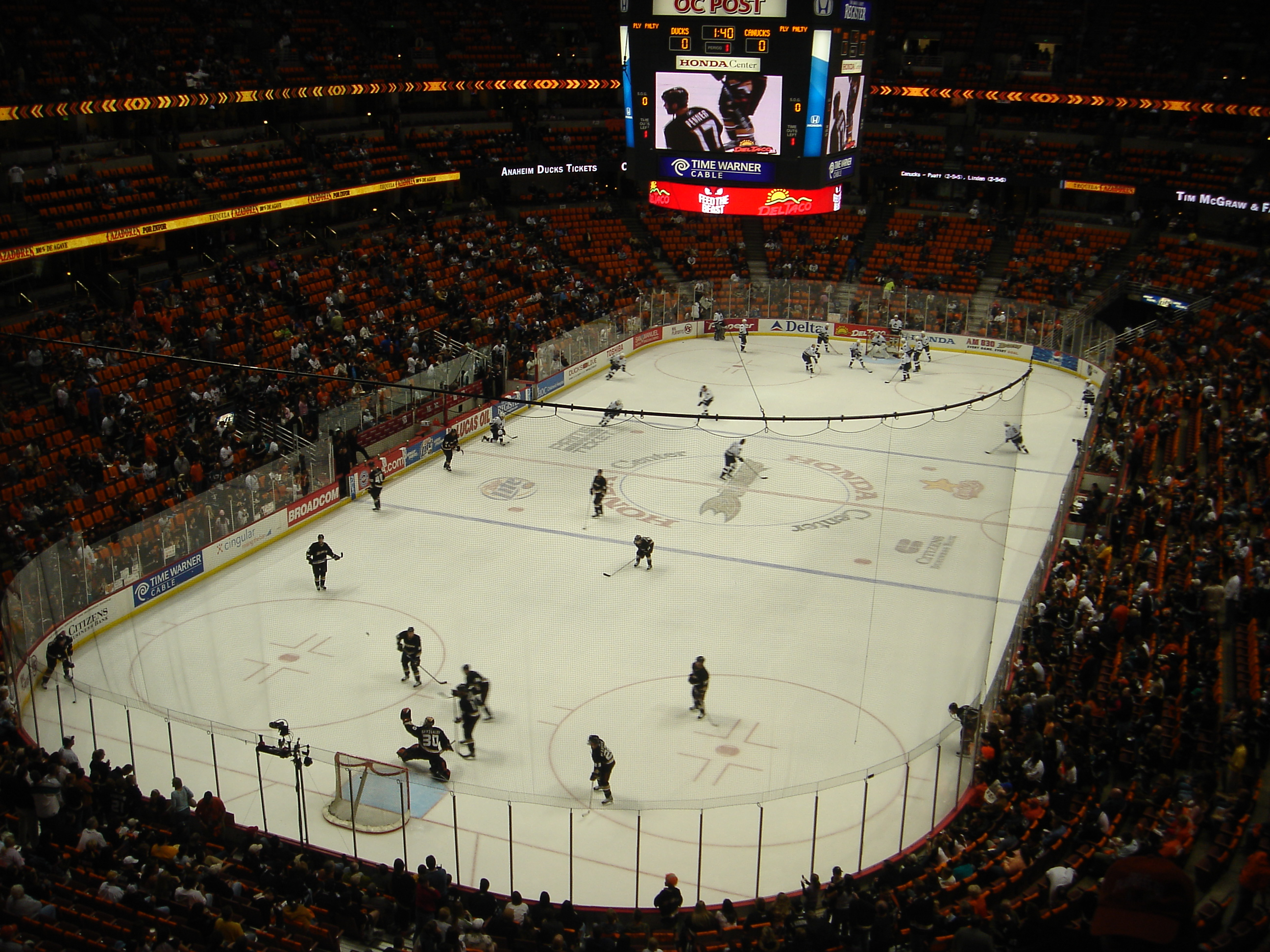
Patinoire (2007)
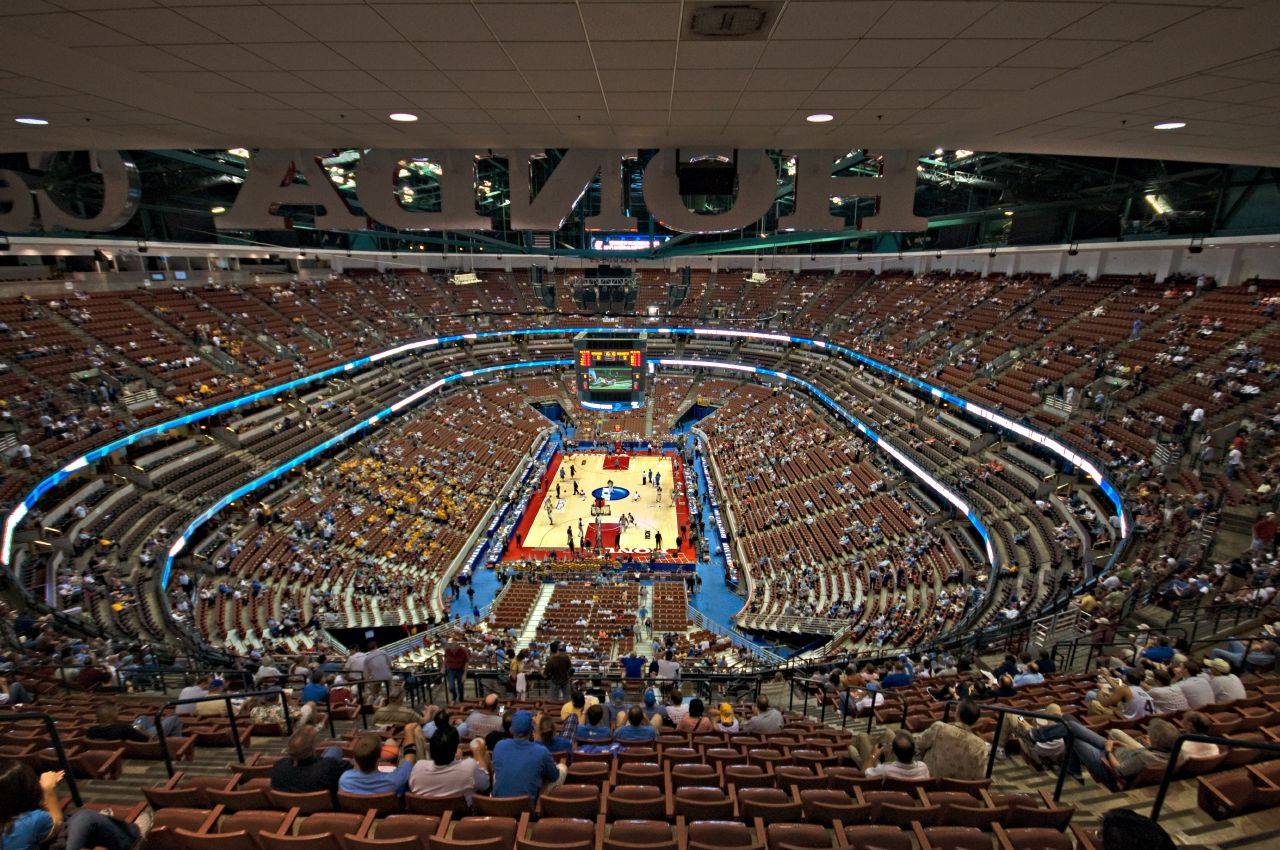
Match de basket-ball
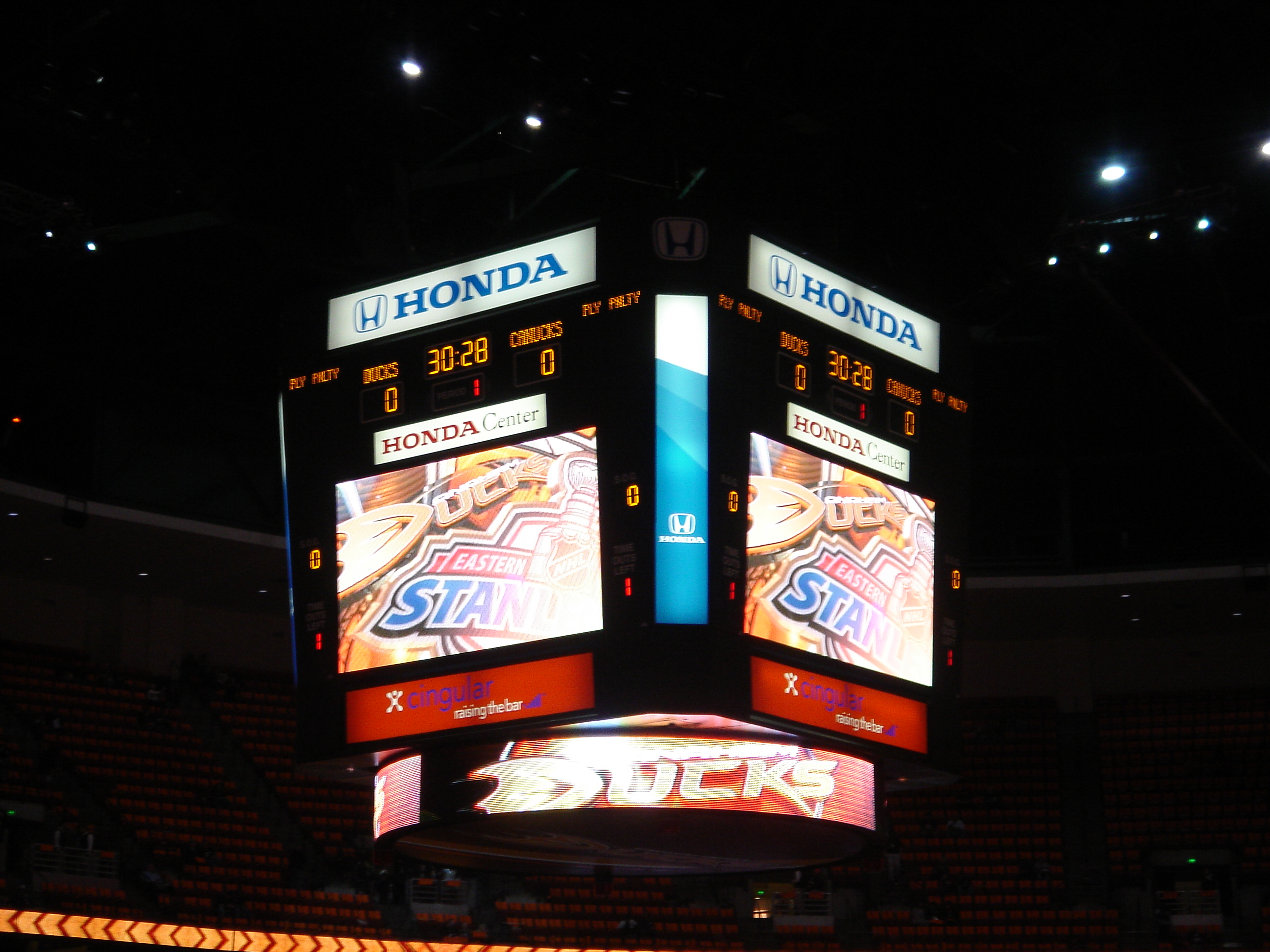
Tableau d'affichage
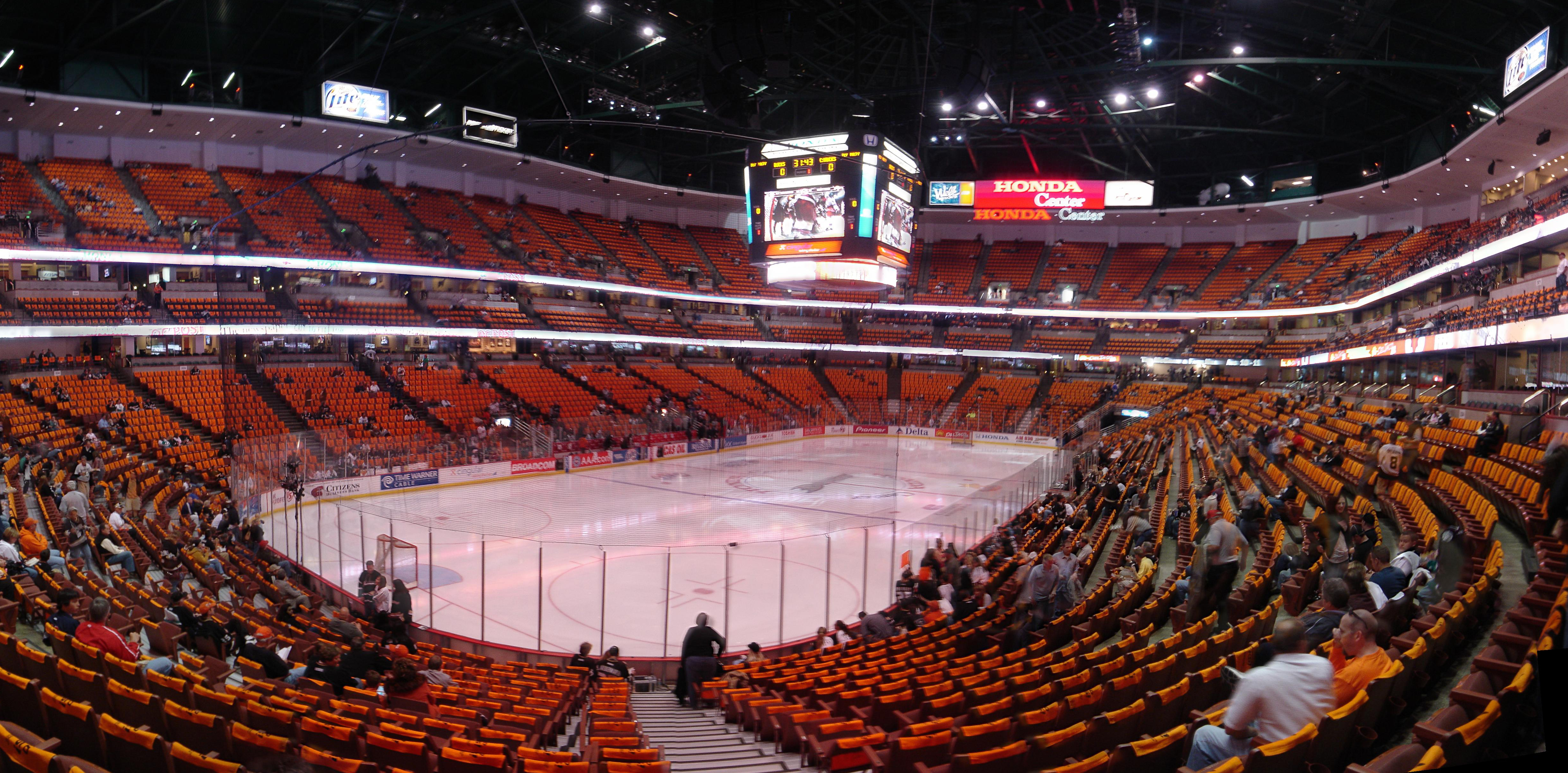
Panorama intérieur
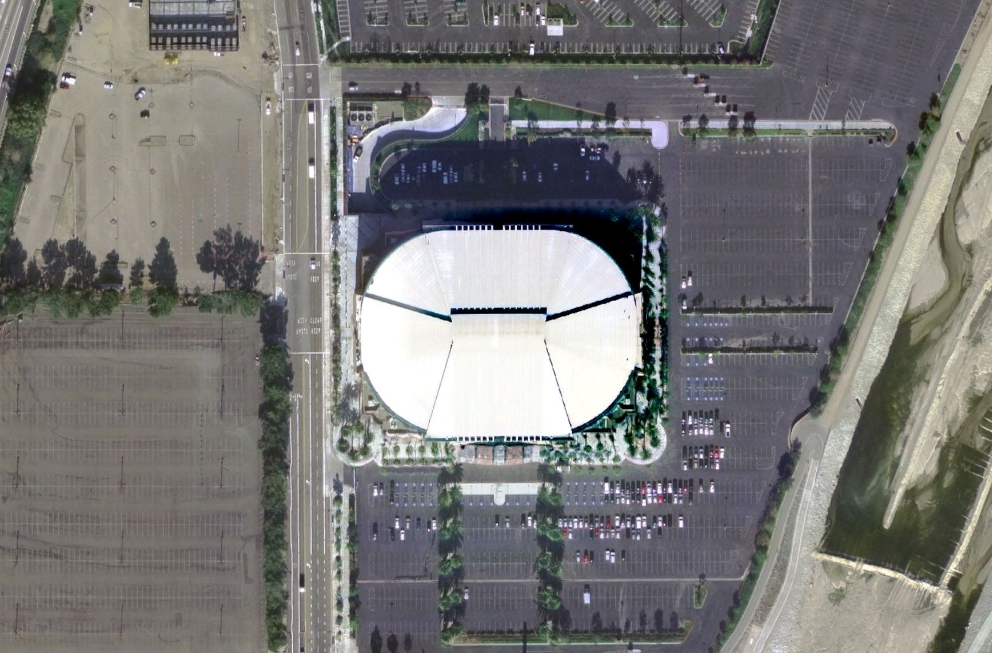
Image satellite